# Ocheyedan (Iowa)
Ocheyedan est une ville du comté d'Osceola, en Iowa, aux États-Unis. Elle est fondée en 1884 et incorporée le 20 février 1892.

## Source de la traduction
- (en) Cet article est partiellement ou en totalité issu de l’article de Wikipédia en anglais intitulé « Ocheyedan, Iowa » (voir la liste des auteurs).